# ريتشارد باربر
ريتشارد باربر (بالإنجليزية: Richard Barber)‏ هو مؤرخ بريطاني، ولد في أكتوبر 1941.